# Vistonida
Vistonida(  (in greco Βιστωνίδα?) è un ex comune della Grecia nella periferia della Macedonia orientale e Tracia di 10.147 abitanti secondo i dati del censimento 2001.
È stato soppresso a seguito della riforma amministrativa detta Programma Callicrate in vigore dal gennaio 2011 ed è ora compreso nel comune di Avdira.